# Beate Uhse

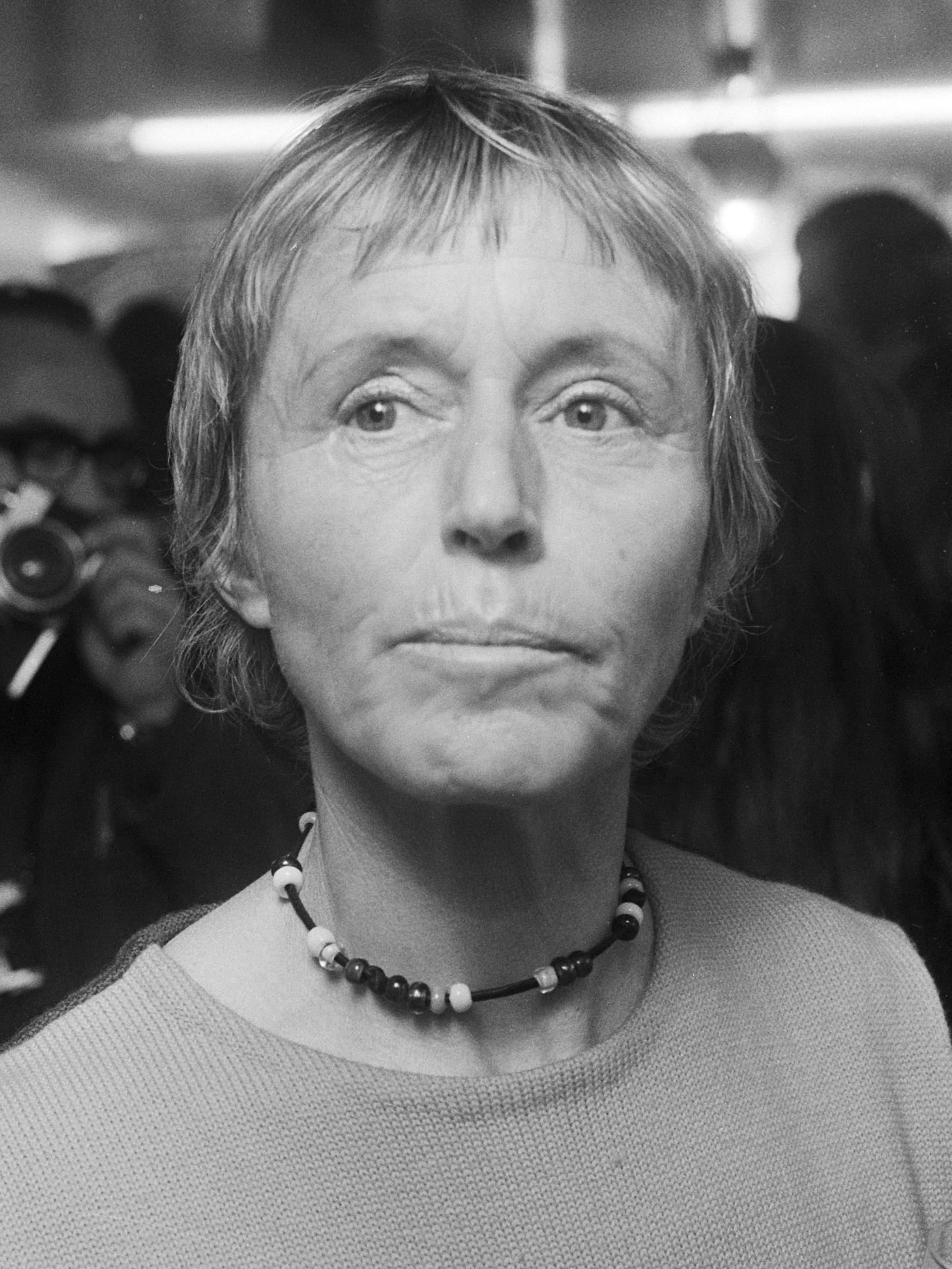
Beate Uhse (1971)

Beate Dorothea Rotermund-Uhse, geborene Köstlin (* 25. Oktober 1919 in Wargenau bei Cranz, Ostpreußen; † 16. Juli 2001 in St. Gallen, Schweiz), war eine deutsche Unternehmerin. Die Kunstflug-Pilotin gründete 1962 in Flensburg den ersten Sexshop der Welt. Die börsennotierte Beate Uhse AG war ein Marktteilnehmer im erotischen Zubehörhandel. Nach ihr wurde der Erotikkanal Beate-Uhse.TV benannt.

## Familie
Beate Köstlin war das jüngste von drei Kindern des aus Treherz in Württemberg stammenden Landwirts Otto Köstlin (1871–1945) und der Ärztin Margarete Köstlin-Räntsch (1880–1945), die eine der ersten Ärztinnen in Deutschland war. Die Eltern klärten ihre Kinder früh auf, sprachen mit ihnen offen über die Sexualität und die dabei nötige Sexualhygiene.
Am 28. September 1939 heiratete sie im Rahmen einer Kriegstrauung ihren Fluglehrer Hans-Jürgen Uhse, den Bruder des Schriftstellers Bodo Uhse. 1943 wurde ihr Sohn Klaus († 1984) geboren, am 30. Mai 1944 verunglückte ihr Mann bei einer Flugzeugkollision tödlich.
1949 heiratete Beate Uhse den Kaufmann Ernst-Walter Rotermund († 1989), der seinen Sohn Dirk und seine Tochter Bärbel mit in die Ehe einbrachte. Mit Rotermund bekam sie einen weiteren Sohn, Ulrich. Die Ehe wurde 1972 geschieden.

## Schule und Ausbildung

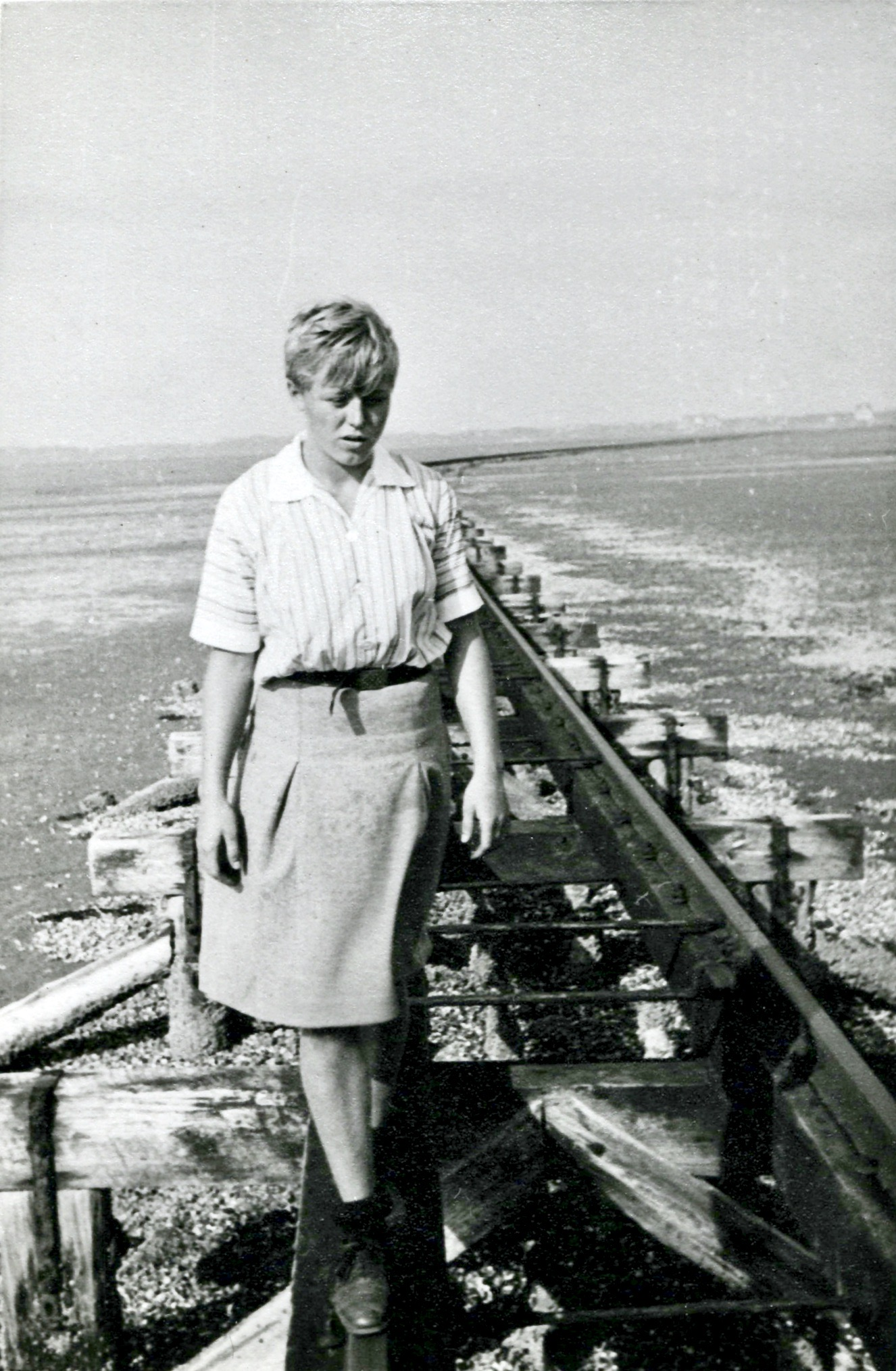
Die etwa 13-jährige Beate Dorothea Köstlin als Schülerin der Schule am Meer auf der Pfahljochstrecke der Inselbahn im Watt südlich Juist, ca. 1932

Beate Köstlin erhielt ihre Schulbildung in reformpädagogischen Landerziehungsheimen, zunächst vom 6. September 1932 bis 26. März 1934 an der von Martin Luserke geleiteten musisch, sportlich und handwerklich orientierten Schule am Meer auf der Nordseeinsel Juist. Dort zählte das Segeln zum schulsportlichen Angebot. Sie fuhr mehrfach auf Luserkes Blazer Krake (ex ZK 14) mit und hielt auch später mit ihm Kontakt. Nach der Schulschließung vor dem Hintergrund des Antisemitismus und der nationalsozialistischen Gleichschaltung Ende März 1934 wechselte sie auf Luserkes Empfehlung zur Odenwaldschule in das südhessische Ober-Hambach, an der sie ihre Reifeprüfung ablegte.
Im Alter von 15 Jahren wurde Beate hessische Meisterin im Speerwurf. Als 16-Jährige ging sie für ein Jahr nach England, um dort als Au-pair ihre englischen Sprachkenntnisse aus der Schule zu optimieren. Danach kehrte sie auf das elterliche Gut Wargenau bei Cranz zurück und absolvierte auf Wunsch ihrer Mutter eine Ausbildung in Hauswirtschaft.

## Berufliche Entwicklung

### Karriere als Pilotin und Militärdienst

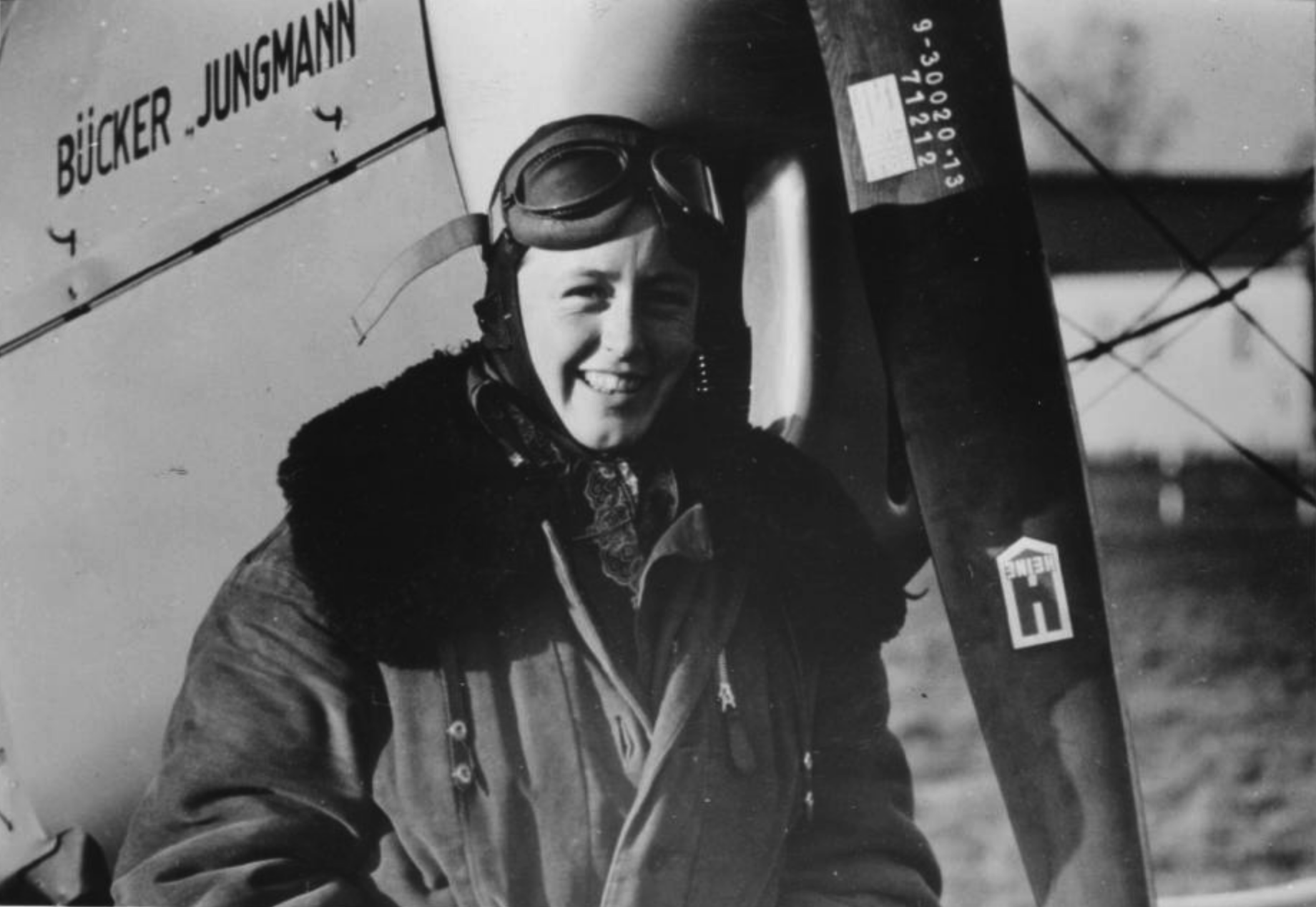
Die etwa 18-jährige Flugschülerin Beate Dorothea Köstlin auf dem Flugplatz Rangsdorf südöstlich von Berlin, 1937

Am 7. August 1937 nahm sie in der Fliegerschule Rangsdorf bei Berlin in einer Heinkel He 72 mit dem Fluglehrer Tobaschefski ihre erste Flugstunde. Auslöser für ihren Wunsch, Pilotin zu werden, war nach eigener Aussage die Atlantiküberquerung von Charles Lindbergh im Jahre 1927. Drei Wochen später folgte der erste Alleinflug. Von Fluglehrer Haak wurde sie auf die Muster Klemm Kl 25 und Focke-Wulf Fw 44 umgeschult und flog zum ersten Mal auf der Bücker Bü 131 Jungmann. Mit einem Solo-Überlandflug Rangsdorf–Magdeburg–Halle-Leipzig–Rangsdorf am 11. und 12. Oktober schloss sie ihre Ausbildung ab und erhielt an ihrem 18. Geburtstag ihren Flugzeugführerschein A2.
Vom 1. November 1937 bis 30. April 1938 arbeitete sie als Praktikantin bei Bücker Flugzeugbau in Rangsdorf und durchlief alle Bereiche der Firma. Während dieser Zeit konnte sie auf Gotha Go 145 und Arado Ar 66 bis zur Klasse B1 weiterschulen und mit der Kunstflugschulung beginnen. Ihr Fluglehrer war nun Hans-Jürgen Uhse, ihr späterer Ehemann. Die Kunstflugprüfung K1 legte sie am 19. August 1938 ab. Bereits einen Monat vorher war sie beim 1. Zuverlässigkeitsflug für Sportfliegerinnen unter 13 Teilnehmerinnen mit einer Klemm Kl 25 hinter Melitta Schiller Zweite geworden. Drei Wochen später wurde sie mit einer Bücker Bü 131 A beim Luftrennen in Kortrijk/Belgien in ihrer Klasse Erste und in der Gesamtwertung Dritte. Am 16. Mai 1939 legte sie ihre Kunstflugprüfung K2 ab. Drei Monate später wurde sie beim zweiten Zuverlässigkeitsflug der Sportfliegerinnen hinter Liesel Bach (Bücker Bü 180 Student) und Luise Harden (Siebel Si 202) auf einer Bü 180 Dritte. Am 20. August wurde sie vom Werk aus mit einer Bücker Bü 133 Jungmeister nach Thurö in Dänemark geschickt, um das Flugzeug dort vorzuführen.
Sie wurde von der Firma Bücker als Pilotin eingestellt und flog neue oder reparierte Flugzeuge ein und überführte sie auch, wie zum Beispiel öfter nach Ungarn. Eine Filmfirma fragte bei Bücker wegen Piloten als Doubles an, die ein Flugzeug am Boden rollen und es fliegen können, während die Schauspieler auf dem hinteren Sitz den Piloten mimen. Die Firma schlug Beate Uhse vor, die klein genug war, um sich im vorderen Sitz verstecken zu können. Im Film Achtung! Feind hört mit! flog sie für René Deltgen mit einer Bücker Bü 180. Auch im Film D III 88 wirkt sie in einer mit Kokarden verzierten Bü 131 mit.
Zum 1. April 1942 wechselte Uhse von Bücker zu dem neu gegründeten Flugzeugreparaturwerk von Alfred Friedrich in Strausberg. Ab April 1944 wurde sie häufig zu Überführungsflügen herangezogen, meist von Junkers Ju 87, die aus der Weser-Fertigung in Tempelhof kamen und zu den Luftparks gebracht wurden. Für das Militär flog sie bei der Luftwaffe die Jagdflugzeuge Messerschmitt Bf 109 und Focke-Wulf Fw 190 sowie Ju 87 und Messerschmitt Bf 110.
Während der Überführungsflüge für die deutsche Luftwaffe erlebte Uhse auch Angriffe mit Beschuss durch alliierte Jagdflugzeuge, denen sie durch ihre fliegerischen Fertigkeiten jedoch entkommen konnte.
Ab dem 1. Oktober 1944 wurde sie im Rang eines Hauptmanns der Luftwaffe vom Überführungsgeschwader 1, Gruppe Mitte mit Sitz in Staaken übernommen.
Kurz vor Kriegsende im April 1945 bekam sie dort eine militärische Einweisung auf den Strahljäger Messerschmitt Me 262.
Vor der Roten Armee konnte sie während der alliierten Besatzung auf deutschem Territorium am 22. April 1945 von Gatow aus mit ihrem Sohn, einem Kindermädchen und weiteren vier Personen mit einer Siebel Fh 104 zunächst nach Barth und von dort am 30. April 1945 über Travemünde nach Leck und schließlich nach Flensburg flüchten. Im April 1945 wurde Beate Uhse von britischen Besatzungstruppen gefangen genommen. Nach ihrer Entlassung aus der Kriegsgefangenschaft ließ sie sich mit ihrem Sohn in Flensburg nieder.

### Karriere als Geschäftsfrau

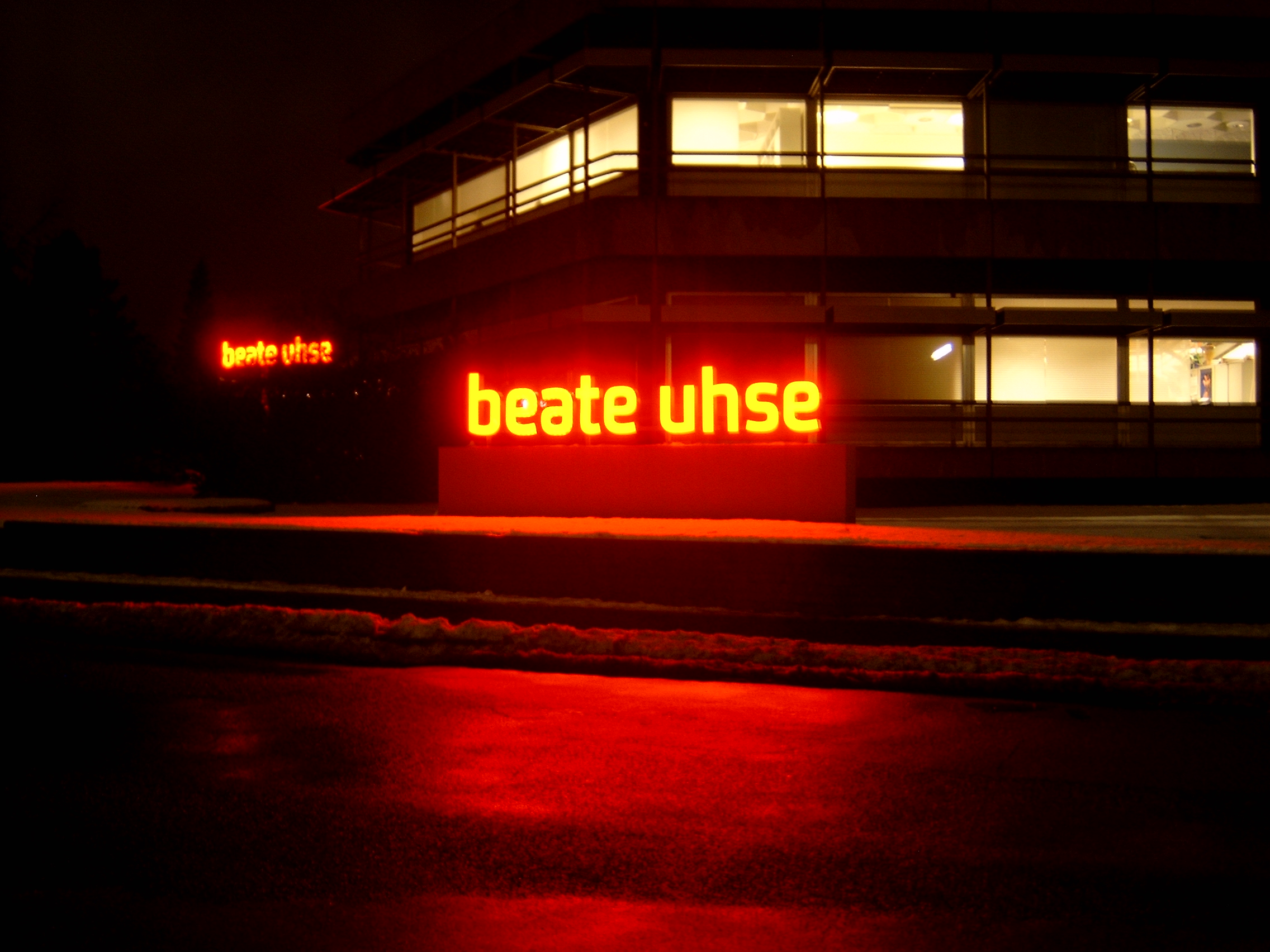
Der damalige Firmensitz von Beate Uhse in Flensburg in der Gutenbergstraße 12 im Jahr 2004

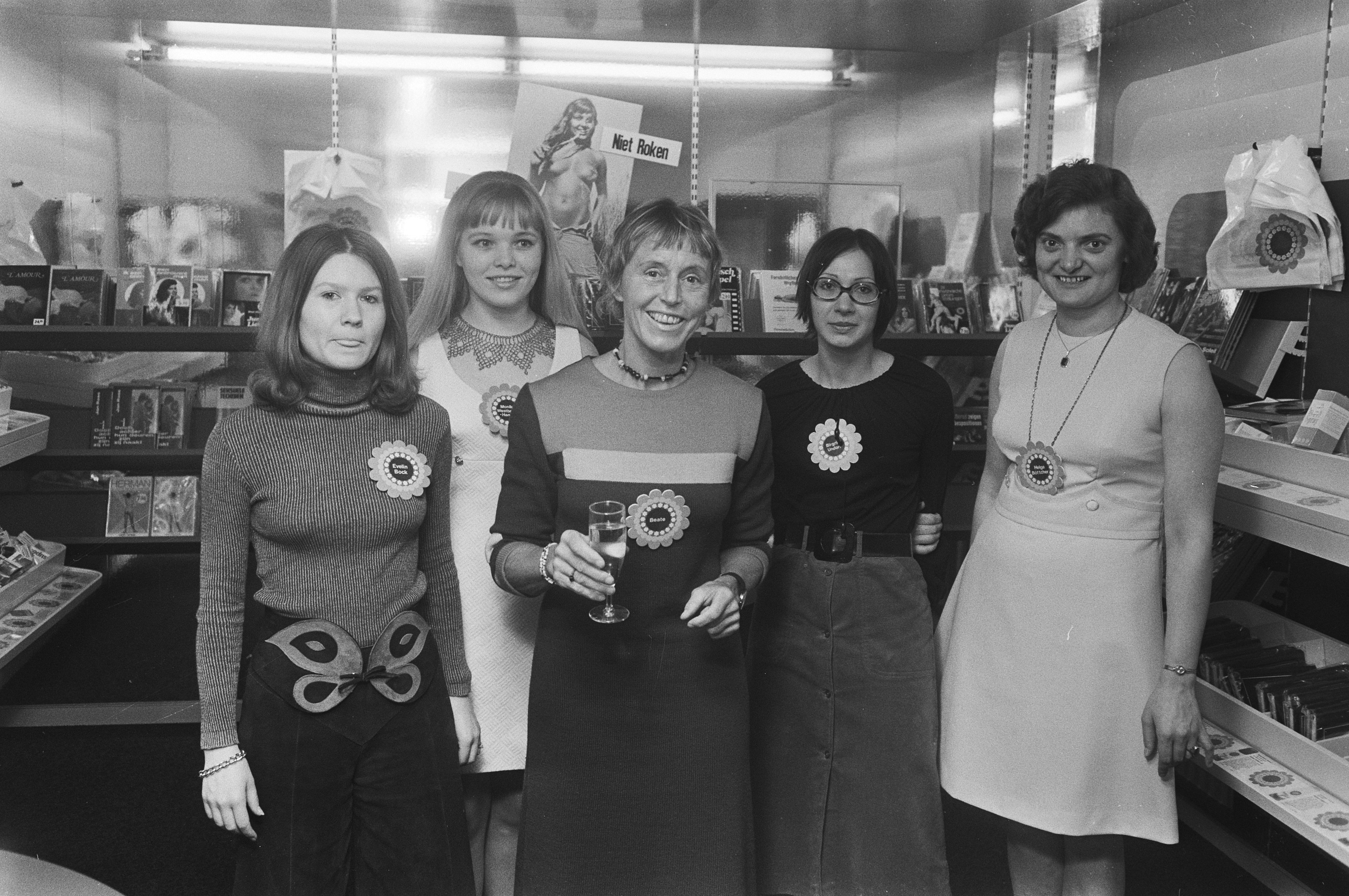
Beate Uhse in Filiale in Amsterdam 1971

Beate Uhse war eine der einflussreichsten deutschen Frauen. Sie gilt als eine der Wegbereiterinnen zu einer offeneren und freieren Gesellschaft. Da die Besatzungsmächte jede fliegerische Tätigkeit verboten hatten, konnte sie nicht mehr als Pilotin arbeiten. Sie schlug sich mit Schwarzmarktgeschäften durch und erfuhr in Gesprächen mit anderen Frauen von deren Dilemma: einerseits ihrem Bedürfnis nach Sexualität, andererseits dem Wunsch, wegen Wohnungslosigkeit und Zukunftsängsten derzeit keine Kinder bekommen zu wollen. Beate Uhse brachte dazu eine Broschüre über die Knaus-Ogino-Verhütungsmethode heraus. Bis 1947 verkaufte sich die Schrift X etwa 32.000-mal zum Preis von 50 Pfennig und verschaffte Beate Uhse Startkapital, um ihren „Betu-Versand“ auch auf größere Städte wie Hamburg und Bremen auszudehnen. Sie galt als „Mutter Courage des Tabubruchs“ und wurde als Ratgeberin zur Sexualität und Erotik gefragt. Bald verkaufte sie auch Kondome und „Ehebücher“.
1951 gründete sie mit vier Angestellten das „Versandhaus Beate Uhse“, das Kondome und Bücher zum Thema „Ehehygiene“ anbot. Bereits zwei Jahre später hatte die kleine Firma 14 Angestellte. Anfang der 1960er Jahre hatte die Firma bereits fünf Millionen Kunden.
Zu Werbezwecken für ihr Unternehmen nutzte Uhse demonstrativ ihre eigene Lebensgeschichte, die sie unter anderem in frühen Produktkatalogen präsentierte. Das autobiographische, selbststilisierende Marketing trug erheblich dazu bei, die Marke zu etablieren. Dabei blieb die biografische Selbstdarstellung keineswegs gleich, sondern änderte sich und passte sich über die Jahre den veränderten Verhältnissen sowie auch dem Wandel des Geschichtsbildes in der Bundesrepublik an. Hatte sie sich im Katalog von 1952 noch als einfache Ehefrau und Mutter vorgestellt, deren eigener Erfahrungshintergrund sie dafür prädestinierte, Frauen in der unmittelbaren Nachkriegszeit bei Eheproblemen zu helfen, wechselte sie 1963 zum heldenhaften Image einer Frau, die sowohl als ehemalige Luftwaffenpilotin wie auch als Unternehmerin unbeirrbar ihren eigenen Weg ging.
Uhse war praktizierende Naturistin und wurde 1960 Mitglied des Deutschen Verbandes für Freikörperkultur.
1962 eröffnete sie in Flensburg ihr „Fachgeschäft für Ehehygiene“, den ersten Sexshop der Welt. Auf Anraten ihres Anwaltes eröffnete sie das Geschäft zu Weihnachten, da zur Weihnachtszeit keine Übergriffe empörter Bürger zu befürchten seien und sich die Empörung danach abgekühlt haben würde. In ihrem Geschäft und im Katalog bot sie immer mehr „Artikel für die Ehehygiene“ an. Auf Anzeigen des Volkswartbundes und weiterer Bürger wurden die Artikel polizeilich verfolgt, die „der unnatürlichen, gegen Zucht und Sitte verstoßenden Aufpeitschung und Befriedigung geschlechtlicher Reize“ dienten. Über 2000 Anzeigen wurden bis 1992 gegen ihr Geschäft eingereicht. Der Börsenverein des Deutschen Buchhandels verweigerte ihrem Stephenson Verlag den Eintritt „wegen sittlicher Bedenken“, und der Flensburger Tennisclub wollte sie wegen „allgemeiner Bedenken“ nicht als Mitglied akzeptieren. Daraufhin ließ sie sich einen eigenen Tennisplatz bauen. Aufgrund ihres geschäftlichen Erfolges konnte sie sich als erstes eigenes Flugzeug eine Cessna 172 kaufen.
1970 war Beate Uhse Sponsorin des Love-and-Peace-Festivals am 6. September 1970 auf der schleswig-holsteinischen Ostseeinsel Fehmarn, auf dem Jimi Hendrix ein letztes Mal auftrat.
1983 wurde bei Beate Uhse Magenkrebs diagnostiziert, der geheilt werden konnte.
Mit 75 Jahren machte sie ihren Tauchschein.
1996 eröffnete sie in Berlin das Beate Uhse Erotik-Museum. 1999 ging die Beate Uhse AG an die Börse. Die Aktie war 64-fach überzeichnet, verlor allerdings bisweilen über 99 Prozent ihres Wertes. Begehrt sind wegen der Abbildung zweier fast nackter Frauen auch die effektiven Stücke der Aktien.
Beate Uhse starb am 16. Juli 2001 in St. Gallen an den Folgen einer Lungenentzündung. Sie wurde anschließend auf dem Friedhof in Glücksburg beigesetzt. In ihrer letzten Verfügung hatte sie gewünscht, dass es „keine übliche Trauerfeier, sondern ein Volksfest“ gäbe. Im August 2001 nahmen bei Country-Musik und Buletten tausende Bürger Abschied von Beate Uhse. Ihr persönlicher Nachlass sowie das Unternehmensarchiv bis 2005 sind in der Forschungsstelle für Zeitgeschichte in Hamburg einsehbar.

## Auszeichnungen und Ehrungen

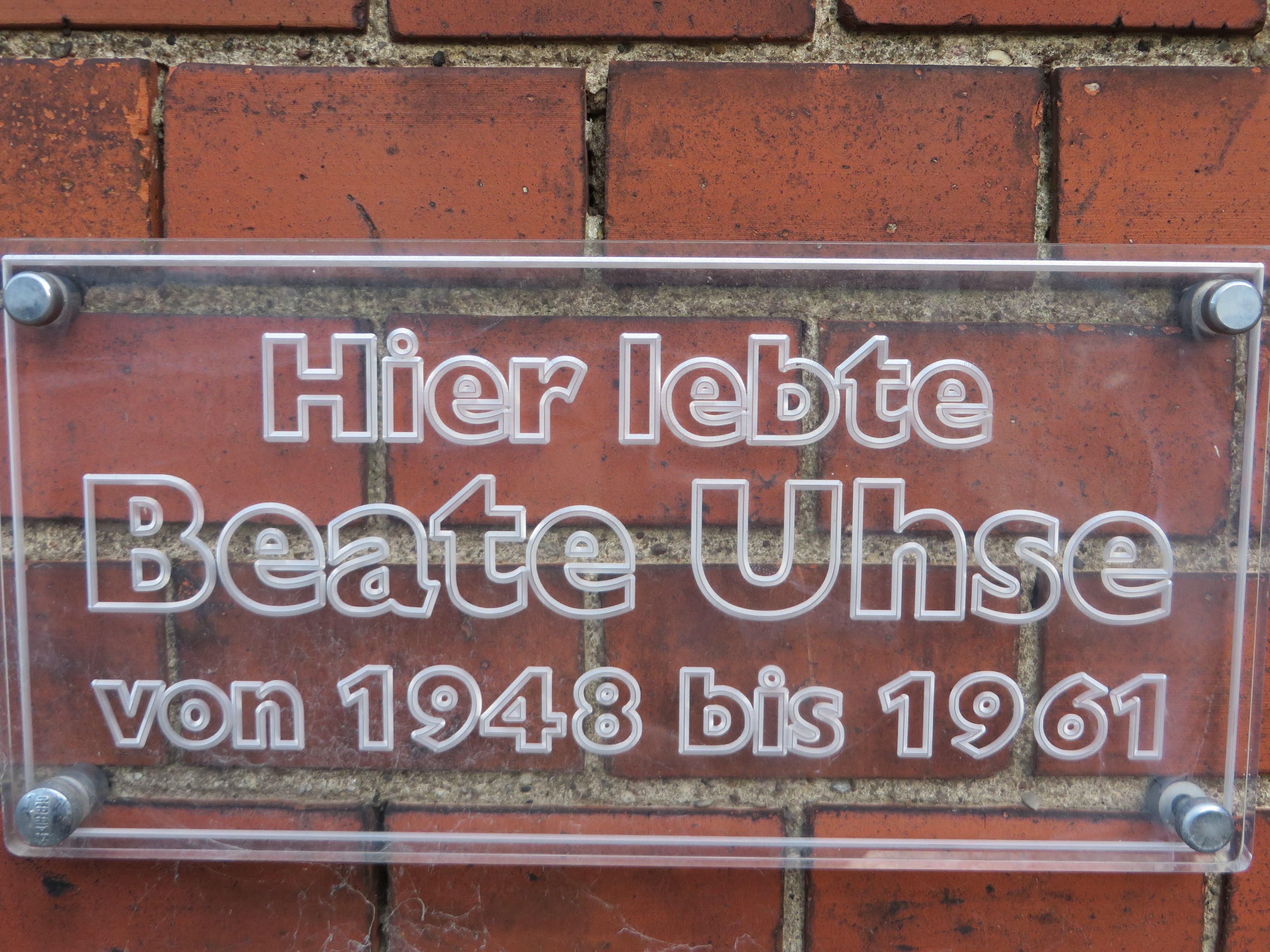
Schild an Beate Uhses früherem Wohnhaus

1989 wurde Beate Uhse das Bundesverdienstkreuz am Bande verliehen.
1998 wurde ihr die „Ehrenvenus“ des Berufsverbandes (International Erotic Award) verliehen.
1999 durfte sie sich zu ihrem 80. Geburtstag in das Goldene Buch der Stadt Flensburg eintragen.
2000 wurde ihr als größte europäische Auszeichnung der „Hot d’Or d’Honneur“ in Cannes verliehen.
Die Kirchengemeinde St. Marien, der Beate Uhse von 1946 bis 1961 angehörte, enthüllte eine Ehrentafel. Zudem wurde nach ihrem Tod im neuen Ortsteil Hochfeld bei Flensburg-Tarup eine Stichstraße nach ihr Beate-Rotermund-Straße benannt (Lage). 2015 wurde zudem erwogen, die Flensburger Fachhochschule nach der Unternehmerin zu benennen. Der Vorschlag konnte sich jedoch nicht durchsetzen, nach Angaben des FH-Präsidenten Holger Watter auf Grund mangelnden Mutes.

## Rezeption
- mit Ulrich Pramann: Mit Lust und Liebe. Mein Leben. Ullstein, Frankfurt am Main/Berlin 1989, ISBN 3-550-06429-2.
- mit Ulrich Pramann: Ich will Freiheit für die Liebe – Beate Uhse. Die Autobiographie. Ullstein, München 2001, ISBN 3-548-60049-2.
- Sex sells. Die Erfolgsstory von Europas größtem Erotik-Konzern. Knaur, München 2002, ISBN 3-426-77599-9.

### Filme
- 2011: Beate Uhse – Das Recht auf Liebe (Regie: Hansjörg Thurn; Titelrolle: Franka Potente)

### Theater
- 2012: Beate U. – Ein Frauenleben in Schleswig Holstein, Musikalische Revue von Peter Schanz (Regie: Peter Dorsch; Musikalische Leitung: Dietrich Bartsch) am Schleswig-Holsteinischen Landestheater